# Benito Lopez
Benito Villanueva Lopez (3 april 1877 - Iloilo City, 20 januari 1908) was een Filipijns politicus. Hij was een van de leden van de invloedrijke Lopez-familie. Lopez was gouverneur van provincie Iloilo van 1903 tot zijn dood in 1908.

## Biografie
Benito Lopez werd geboren op 3 april 1877. Hij was het negende kind van Eugenio Lopez, een van de rijkste suikerbaronnen op Negros en Marcella Felipe. Direct na de Filipijnse revolutie richtte hij de krant El Tiempo op. Deze krant groeide uit tot de beste krant van Iloilo City. Lopez gebruikte de krant ook voor het opstartten van zijn politieke carrière. Hij werd in 1900 of 1901 lid van de Federalista Party. In 1903 won hij de verkiezingen voor het gouverneurschap van Iloilo. Bij de Filipijnse gouverneursverkiezingen 1906 werd Lopez herkozen. Op 27 december 1907 werd Lopez neergeschoten in zijn kantoor door Joaquin Gil, een volgeling van Francisco Jalandoni, een politieke rivaal van Lopez. Enkele weken later overleed Lopez op 30-jarige leeftijd in het Mission Hospital in Iloilo aan de opgelopen verwondingen.
Lopez was getrouwd met Presentacion Hofilena en kreeg met haar twee kinderen. Hun oudste zoon Eugenio Lopez was onder meer eigenaar van de Manila Chronicle en oprichter en eigenaar van de Chronicle Broadcasting Network, een voorloper van de ABS-CBN Broadcasting Corporation. Hun andere zoon Fernando Lopez was burgemeester van Iloilo City, lid van de Senaat van de Filipijnen en gedurende twee termijnen vicepresident van de Filipijnen.

## Noot
1. ↑  Vermelding geboortedatum Benito Lopez in Rubriek Nostalgia van Lopez Link, pag. 9, Lopez Group of Companies (April 2011)
2. ↑  Raul Rafael Ingles, 1908: The Way it Really was : Historical Journal for the UP Centennial, 1908, The University of the Philippines Press (2008). Gearchiveerd op 2 juni 2023.

## Bron
- Alfred W. McCoy, Anarchy of Families, State and Family in the Philippines, The University of Wisconsin Press, Wisconsin (1993)